# Matayba mexicana
Matayba mexicana är en kinesträdsväxtart som beskrevs av Ludwig Radlkofer. Matayba mexicana ingår i släktet Matayba och familjen kinesträdsväxter. Inga underarter finns listade i Catalogue of Life.